# Železniční trať Nová huť – Vítkovické železárny
Železniční trať Nová huť – Vítkovické železárny je jednokolejná normálněrozchodná železniční vlečka o délce 2 km spojující kolejiště Nové huti (NH) a Vítkovických železáren (VŽ) v Ostravě. Trať je využívána pro nákladní dopravu, do roku 2015 šlo především o surové železo v tekutém stavu od vysokých pecí v Nové huti do ocelárny ve Vítkovicích, ale v minulosti sloužila i osobní dopravě.

## Historie
Stavba trati byla zahájena v květnu 1948 a k provizornímu spojení vleček VŽ a NH došlo 1. května 1949. Pravidelný provoz byl však zahájen až v květnu 1952, přitom mosty byly dány do trvalého provozu oficiálně až v letech 1970–1971 a celá trať dokonce až v roce 1973.

## Osobní doprava
Od 2. června 1969 byl na této trati zahájen provoz přímých osobních vlaků provozovaných ČSD ze stanice Opava východ přes Ostravu-Vítkovice a dále po této vlečce až do Nové hutě. Tyto vlaky dopravovaly pracovníky na jednotlivé směny až do 23. května 1998, kdy byly zrušeny.

## Nákladní doprava
Po zastavení výroby surového železa ve vítkovických vysokých pecí v roce 1998 slouží trať především jako důležitá tepna pro dopravu surového železa z vysokých pecí v Nové huti do ocelárny ve Vítkovicích. Do konce roku 2006 vozily tekuté železo od vysokých pecí lokomotivy společnosti Mittal Steel Ostrava a ve Vítkovicích východním nádraží soupravy přebíraly stroje dopravce Vítkovice Doprava. Od ledna 2007 již dopravu v celé trase zajišťuje firma Vítkovice Doprava. Od začátku července 2010 byla přeprava tekutého železa do Vítkovic dočasně zastavena, přičemž hrozilo, že tyto přepravy zcela ustanou, neboť společnost Evraz Vítkovice Steel zvažovala uzavření ocelárny ve Vítkovicích. Avšak v listopadu 2010 byly dodávky surového železa obnoveny. Přeprava tekutého surového železa byla definitivně ukončena v září 2015, kdy společnost Vítkovice Steel zastavila provoz ocelárny.

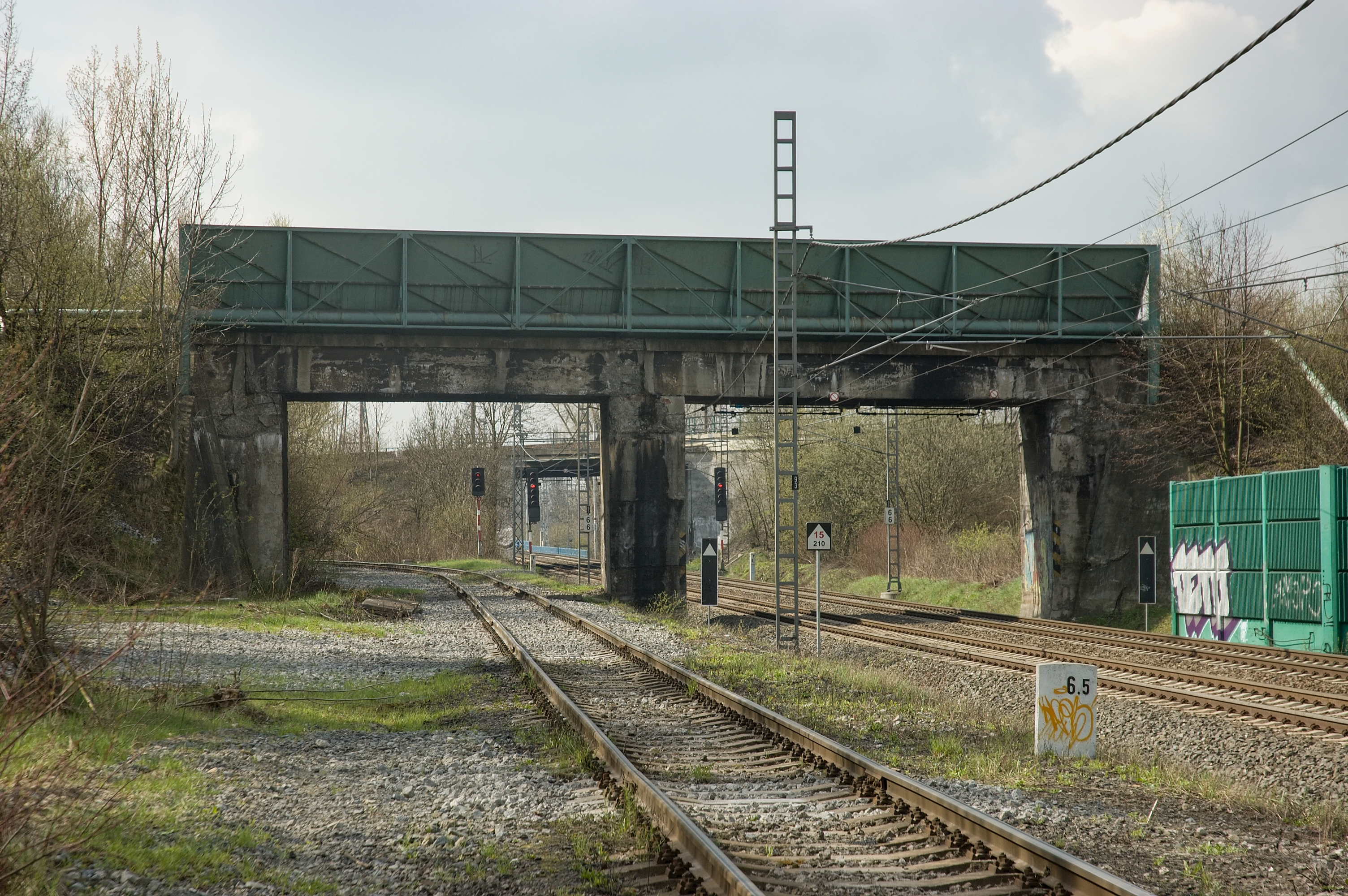
Most této vlečky nad dvoukolejnou tratí v úseku Ostrava-Kunčičky – Ostrava-Kunčice a nad vlečkou Zárubek – Nová huť Vh-Vd

Vedle surového železa jsou po trati přepravovány polotovary a výrobky pro příjemce, kteří sídlí v areálech Nové huti či Vítkovických železáren, nebo jsou na tyto areály napojeni svou vlečkou.

## Průběh trati

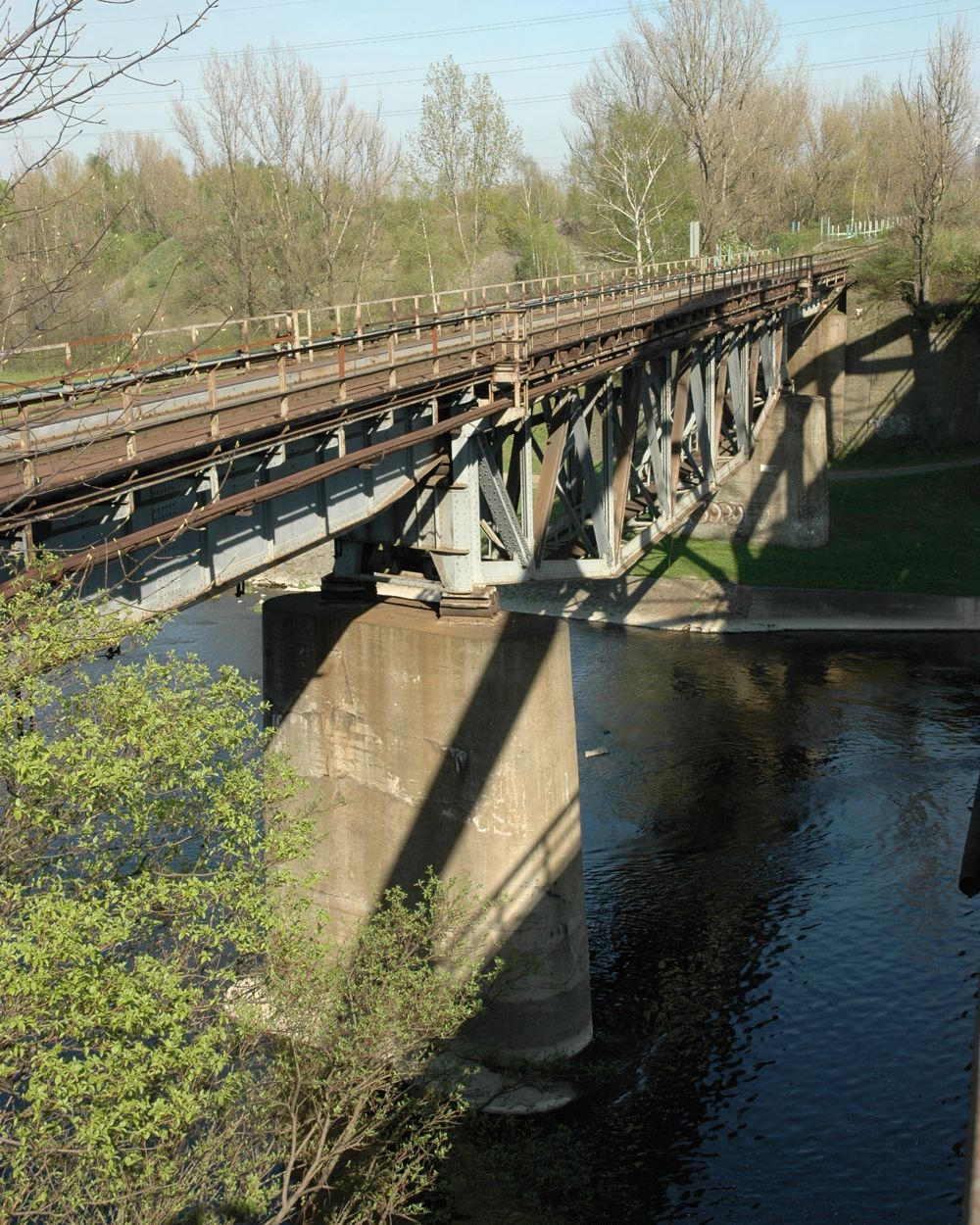
Ocelový příhradový most s horní mostovkou nad Ostravicí

Trať vychází ze západního zhlaví nádraží Nová huť sever (u mostu nad Vratimovskou ulicí v Kunčicích), po mostě přechází nad jednokolejnou vlečkovou tratí Zárubek - Nová huť a dvoukolejnou tratí Ostrava hlavní nádraží – Ostrava-Kunčice. Poté se přimyká k železniční trati Ostrava-Kunčice – Ostrava-Vítkovice a severně od ní vede až do VŽ. Po křížení se Frýdeckou ulicí prochází jižně od odvalu na Ostravici, na který je z této vlečky vedena odbočná kolej. Pak po ocelovém mostě překonává Ostravici a poté se napojuje do kolejiště východního nádraží VŽ.